# Józef Serczyk
Józef Serczyk (ur. 1867 w Toniach, zm. 29 października 1930 tamże) – działacz ludowy, poseł na Sejm Krajowy Galicji X kadencji.

## Życiorys
Pochodził z rodziny chłopskiej, był właścicielem niewielkiego gospodarstwa rolnego, wiedzę zdobywał w drodze samokształcenia. Od 1903 naczelnikiem gminy Tonie oraz członkiem Krakowskiej Rady Powiatowej, od 1910 delegatem Rady do Rady Szkolnej Okręgowej, w 1905 pisywał korespondencje do Przyjaciela Ludu. W latach 1908–1912 był członkiem Wydziału Okręgowego Towarzystwa Rolniczego w Krakowie. W 1907 został członkiem Rady Naczelnej Polskiego Stronnictwa Ludowego. W czasie rozłamu w grudniu 1913 opowiedział się po stronie PSL Piast i wszedł do Naczelnej Rady Ludowej PSL "Piast". W wyborach do parlamentu austriackiego w 1911 został zastępcą posła Włodzimierza Tetmajera wybranego w okręgu nr 40. 30 czerwca 1913 został wybrany na posła do Sejmu Krajowego z kurii gmin wiejskich okręgu wyborczego 49. Po I wojnie nie udzielał się społecznie. Pochowany został na cmentarzu parafialnym w Zielonkach. Był odznaczony Krzyżem Zasługi Cywilnej III klasy.